# Куп Мађарске у фудбалу 2015/16.
Куп Мађарске у фудбалу 2015/16. (мађ. 2015–2016-es magyar labdarúgókupa) је било 76. издање серије, на којој је екипа ФК Ференцвароша тријумфовала по 22. пут. Куп је почео утакмицом првог кола 5. августа 2015. године, а завршио се финалном утакмицом одржаном 14. маја 2016. године у стадиону Групама Арена у Будимпешти. Ференцварош је бранилац титуле, који је прошле сезоне освојио 22. куп такмичење. Победник такмичења се квалификовао за прву рунду квалификација за УЕФА Лигу Европе 2016/17. Тимови који учествују у УЕФА Лиги шампиона 2015/16 (ФК Видеотон) и УЕФА Лиги Европе 2015/16 (ФК Ференцварош, ФК МТК и ФК Дебрецин) придружили су се тек у трећем колу.

## Четвртфинале[5]
Прве утакмице одиграле су се 17. фебруара, а реванши 2. марта.
Жреб за пето коло, четвртфинале, је одржан 27. новембра 2015. године.
| Тим #1                      | рез.     | Тим #2         | прва утакмица | друга утакмица |
| --------------------------- | -------- | -------------- | ------------- | -------------- |
| 17. фебруар и 2. март 2016. |          |                |               |                |
| ФК Њиређхаза Спартак        | 1 : 7    | ФК Дебрецин    | 1 : 2         | 0 : 5          |
| ФК Ференцварош              | 2 : 2 гг | Видеотон       | 0 : 1         | 2 : 1          |
| 17. фебруар и 2. март 2016. |          |                |               |                |
| ФК Бекешчаба                | 3 : 2    | ФК Козармишлењ | 2 : 1         | 1 : 1          |
| ФК Ујпешт                   | 10 : 1   | ФК Тисаујварош | 8 : 1         | 2 : 0          |

## Полуфинале
| Тим #1                     | рез.  | Тим #2         | прва утакмица | друга утакмица |
| -------------------------- | ----- | -------------- | ------------- | -------------- |
| 16. март и 12. април 2016. |       |                |               |                |
| ФК Ујпешт                  | 3 : 1 | ФК Бекешчаба   | 2 : 0         | 1 : 1          |
| 16. март и 13. април 2016. |       |                |               |                |
| ФК Дебрецин                | 0 : 3 | ФК Ференцварош | 0 : 0         | 0 : 3          |

## Финале
Одиграна је само једна утакмица у финалу и Ференцварош је освојио титулу шампиона.
| 7. мај 2016. |       |                |
| ФК Ујпешт    | 0 : 1 | ФК Ференцварош |

| ФК Ујпешт (НБ I) | 0 : 1 | ФК Ференцварош (НБ I) |
| ---------------- | ----- | --------------------- |
|                  |       | Золтан Гера 79’       |